# فرودگاه برنهلم
فرودگاه برنهلم (به انگلیسی: Bornholm Airport) (به زبان بومی: Bornholms Lufthavn) یک فرودگاه همگانی با کد یاتا RNN است که یک باند فرود آسفالت دارد و طول باند آن ۲۰۰۲ متر است. این فرودگاه در شهر برنهلم کشور دانمارک قرار دارد و در ارتفاع ۱۶ متری از سطح دریا واقع شده‌است.

## شرکت‌های هواپیمایی و مقصدهای پروازی
| شرکت‌های هواپیمایی    | مقصدهای پروازی         |
| -------------------- | ---------------------- |
| Danish Air Transport | آلبورگ، بیلاند، کپنهاگ |